# 東横山村 (大阪府)
東横山村（ひがしよこやまむら）は、かつて大阪府にあった村。

## 歴史
- 1889年（明治22年）4月1日 - 和泉郡福瀬村、善正村、南面利村、岡村、九鬼村、槇尾山村の区域をもって成立。大字福瀬に村役場を設置。
- 1896年（明治29年）4月1日 - 所属が和泉郡から泉北郡に変更。
- 1903年（明治36年）5月1日 - 泉北郡西横山村と新設合併して、横山村が発足。同日東横山村廃止。